# (3017) Petrovič
(3017) Petrovič es un asteroide perteneciente al cinturón de asteroides, descubierto el 25 de octubre de 1981 por Antonín Mrkos desde el Observatorio Kleť, České Budějovice, República Checa.

## Designación y nombre
Designado provisionalmente como 1981 UL. Fue nombrado Petrovič en honor al científico eslovaco Štefan Petrovic.